# 2-(dietilamino)etil metilfosfonotioato de ciclopentilo
2-(dietilamino)etil metilfosfonotioato de ciclopentilo é um fósforo-organotiolato de formula C12H26NO2PS. É uma toxina anticolinesterásica.